# Д’Артаньян
Шарль Ожье́ де Батс де Кастельмо́р, шевалье д’Артанья́н (с 1640 г.) (с 1665 года граф де Кастельмо́р) (фр. Charles Ogier de Bats de Castelmore, Chevalier d'Artagnan — Comte de Castelmore); около 1613, замок Кастельмор, Гасконь, Франция — 25 июня 1673, Маастрихт, Нидерланды) — гасконский дворянин, джентльмен (фр. gentilhomme — «мужчина рода») в третьем поколении, сделавший блестящую карьеру придворного при дворе Людовика XIV. Командовал несколькими гвардейскими подразделениями одновременно, но больше всего известен как первый лейтенант (фр. capitaine-lieutenant — «лейтенант капитана») Первой роты мушкетёров гвардии Короля, известной как «серые мушкетеры».
Обрёл мировую известность как литературный персонаж, протагонист романов Александра Дюма-отца «Три мушкетёра», «Двадцать лет спустя» и «Виконт де Бражелон», а также многочисленных экранизаций.

## Биография

### Происхождение, семья, детство и юность

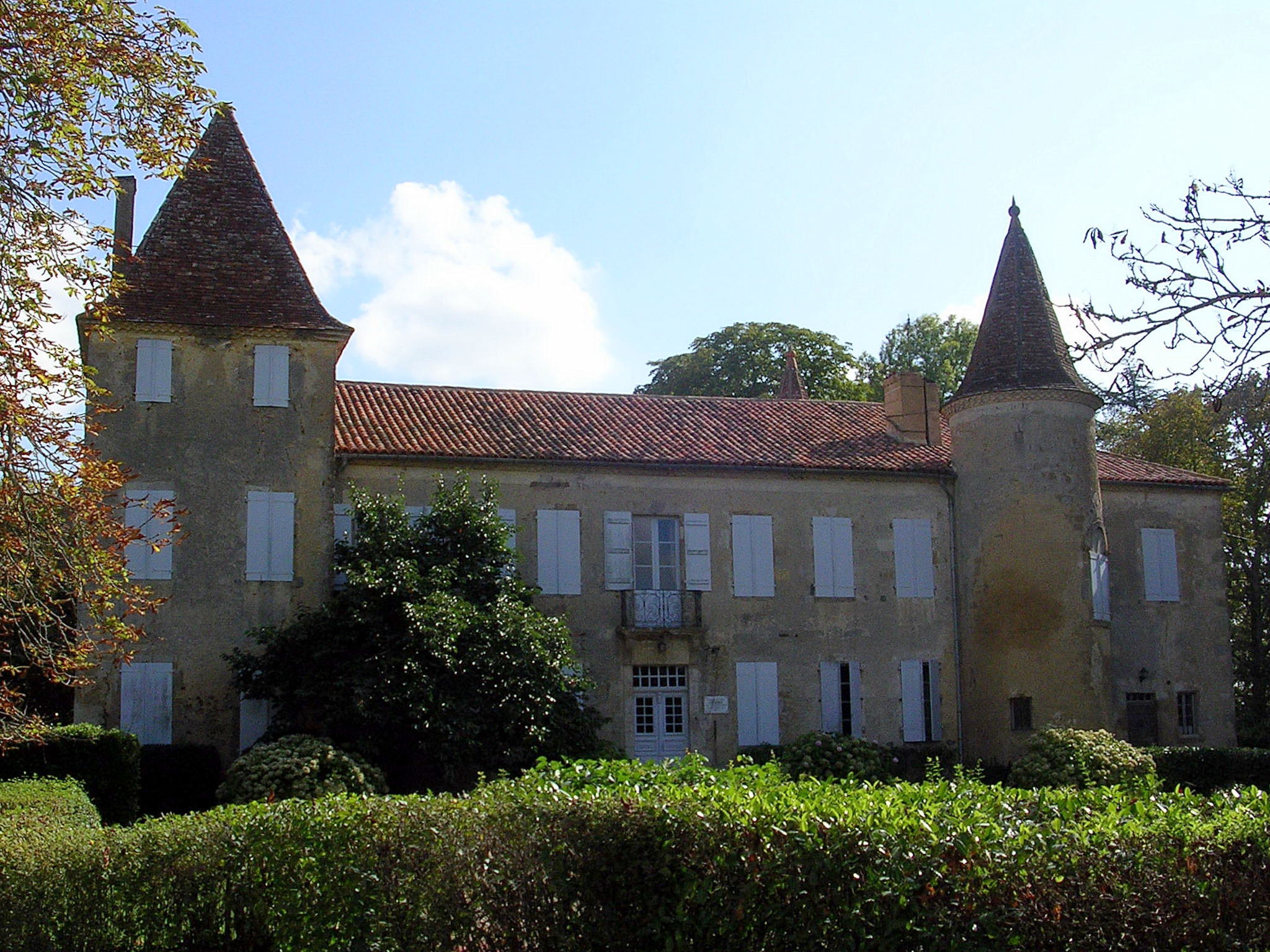
Замок Кастельмор

Шарль де Батц, экюйе из Кастельмора, родился в 1611 году в замке Кастельмор северней городка Люпьяк в графстве Арманьяк, бывшего герцогства Гасконь. Происходил из дворянской фамилии Батц, сеньоров Кастельмор. Фамилия эта весьма распространённая, и чтобы не путать её с другими Батцами, семью Шарля называют Батц-Кастельмор.
Являлся вторым ребёнком и сыном Бертрана (II) де Батц, экюйе и сеньора Кастельмор, и Франсуазы де Монтескью, дамы д’Артаньян.
Всего в семье было четыре брата и три сестры. Трое братьев, Поль (1609—1703), Шарль (1611—1673) и Жан (1613—???), посвятили себя военной карьере, а четвёртый, Арно (1615—1683) — выбрал карьеру духовную и после смерти своего дяди Даниэля занял место капеллана больницы Лупьяка.
Поль известен тем, что с 1640 по 1646 год служил в роте де Тревиля простым мушкетёром, а затем командиром бригады (взвода), и именно в его бригаде служил прототип Портоса — Исаак де Порто. После роспуска в 1646 году роты мушкетёров Поль стал губернатором города и крепости Наваррен в виконтстве Беарн. Также он был наместником Бриансона. В определённом смысле он также стал одним из прототипов главного героя романов Александра Дюма-отца.
Жан, как и двое его старших братьев, также начинал карьеру в полку Французской гвардии, но продолжил службу в колониях, и поэтому о нём нет данных.
Сестёр Шарля звали Клод (1616 г. р.), Анриета (1618 г. р.) и Жанна (1620 г. р.).
До 1639 года о Шарле де Батц, по сути, ничего не известно, как и то, является ли Ожье́ («Копьё» на окситанском) его вторым именем, или же это детское прозвище. В одних документах оно упоминается, а в других нет.

#### Дворянский род Батц-Кастельмор
Со стороны отца, прадедом Шарля является Арно де Батц, сеньор Ла-Плань и Кастельмор, от которого и начинается фамилия Батц-Кастельмор.
По своему происхождению Арно де Батц записан был как торговец и богатый буржуа из Люпьяка, но он считается внебрачным сыном Жана де Батца, выходца из дворянского рода де Батц из Фезенсака, к которому относилась и Аликс де Батц, мать Франсуазы де Куссоль, дамы де Ла-Пейри, которая вышла замуж за Пьера (I) де Батц — старшего сына Арно. Если это правда, то Пьер (I) и Франсуаза — четвероюродные брат и сестра. Однако Жан де Батц об этом официально не заявлял.
Арно де Батц занял место в совете Люпьяка, благодаря чему прошел облагораживание (anoblissement) и, приобретя статус экюйе, уже смог приобрести сеньорию Ла-Плань с «дворянским залом» (фр. nobles salle), в котором родились его дети и внуки, а затем сеньорию Кастельмор с замком, который называли «держащий купол» (фр. dômenjadur). Этот господский дом, представляющий собой двухэтажное каменное строение, сохранился до сих пор и находится на границе графств Арманьяк на холме, между долинами рек Дуз и Желиз. Главной отличительной чертой домендура являлись башни.
Благодаря длительному судебному процессу, открытому 26 сентября 1623 года и касающемуся имущественных претензий к Бертрану (II), который закончился только 18 февраля 1678 года, сохранилась детальная опись поместья Кастельмор от 14 августа 1635 года, опубликованная в январе 1913 года в «Ревю де Гасконь» (Новая серия, том XIII).
У Арно сеньорию Кастельмор унаследовал его младший сын Бертран (I) де Батц, известный тем, что служил «лучником» в роте жандармов Блеза и Фабьена де Монлюка, который считается первым военным в семье Батц. После отставки Бертран (I) опекал племянников рано умершего старшего брата Пьера (I).
В 1594 году сеньорию наследовал второй по старшинству племянник — Бертран (II) де Батц, который и был отцом Шарля.
В 1636 году у Бертрана (II) де Батца сеньорию наследовал его старший сын — Поль де Батц, сеньор де Кастельмор.
В 1703 году сеньором Кастельмор, согласно завещанию от 25 марта 1668 года, стал его старший племянник Луи (старший) де Батц, шевалье и граф де Кастельмор — старший сын Шарля.
В 1709 году, после смерти брата, сеньорию Кастельмор и титул графа унаследовал Луи (младший) де Батц, барон де Сан-Круа, сеньор Сан-Круа-ан-Бресс и Шамплеси.
В 1729 году последним владельцем родового замка стал сын последнего — Луи-Габриэль де Батц. В 1744 году поместье получило статус маркизата, а в 1769-м было продано.
По правилам, утверждённым Генрихом IV де Бурбон, королем Французским, потомки Арно де Батц были занесены в списки «Облагороженных фамилий» (фр. Familles anoblies) в группе «Дворянство мантии» (фр. Noblesse de robe), но по правилам, утверждённым в 1694 году Людовиком XIV де Бурбон, королем Французским, фамилия рода Батц из Кастельмор уже была перенесена в списки «Извечного благородства» (фр. Noblesse immémoriale) — в группу «Полученное благородство» (фр. Noblesse d'extraction), к которым относили дворянские фамилии, имевшие доказательства благородства рода с XVI века.
В 1725 году младший сын Шарля — Луи (младший) де Батц, граф де Кастельмор и барон де Сан-Круа, сеньор Сан-Круа-ан-Бресс, Кастельмор и Шамплеси, был пожалован в кавалеры Ордена Святого Духа и автоматически Ордена Святого Михаила и без труда предоставил необходимые доказательства того, что является ноблессе в пятом и джентльменом в четвертом поколении. Стать Кавалером королевских орденов мог только дворянин не моложе 35 лет, сумевший доказать что является дворянином в четвертом поколении.

#### Дворянский род Монтескью-д’Артаньян
Род матери Шарля имеет гораздо более древнее и благородное происхождение.
Мать Шарля — Франсуаза де Монтескью, дама д’Артаньян, была дочерью Жана (I) де Монтескью, графа д’Артаньян, сеньора Артаньян и Солле. Это «кадетская ветвь» (младшая ветвь) феодальных баронов Монтескью, которой в XVI веке Генрих II д’Альбре, король Наваррский в лице прадеда Шарля — Полона де Монтескью, сеньора Солле и Артаньян, пожаловал титул графов д’Артаньян, после чего историки чтобы отличать эту кадетскую ветвь от других Монтескью называют Монтескью-д’Артаньян.
Сеньорию Артаньян Полон де Монтескью, сеньор Солле получил в качестве наследства своей первой жены —  Жакетте д’Эстен, даме д’Артаньян (ум. 1541), дочери Сан Астера д’Эстен, сеньора д’Артаньян.
Являясь правнуком барона Полон, де Монтескью родился в родовом поместье Монтескью, но уже при его жизни древний род баронов прервался по мужской линии и влился в другой род, а баронство ушло как приданое.
Все кадетские ветви Монтескью ведут свою родословную от первого барона Монтескью — Раймона-Эмерика Монтескью (ум. 1070), и род Монтескью записан в списки самого древнего дворянства «Феодального благородства» (фр. Noblesse féodale), которое требовало подтверждения благородства рода с XI века. Но при этом сами бароны Монтескью являются «кадетами» графов Фесензак благодаря тому, что граф Фесензак выделил домен младшему сыну. В свою очередь, домен графства Фесензак был выделен своему сыну первым независимым герцогом Гаскони Саншем III Митарра.
Так что стороны матери в жилах Шарля де Батца, возможно, текла кровь королей древнего государства басков — Памплоны.
В бумагах королевских составителей генеалогий д’Озье и Шерена была найдена запись о том, что в 1640 году Людовик XIII лично пожелал, чтобы кадет гвардии Шарль де Батц использовал фамилию своей матери д’Артаньян, в память об услугах, оказанных Генриху IV (III) дедом Шарля со стороны матери, и Шарль получил законное право называться шевалье д’Артаньян.

### Военная и придворная карьера

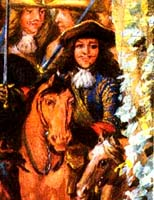
Предположительно, портрет д’Артаньяна

Начиная с 1639 года Шарль де Батц, экюйе из Кастельмор числится в списках полка Французской гвардии, где он делает военную карьеру.
В 1640—1643 году он в составе гасконских кадетов проявляет себя при осаде Арраса, Бапома, Коллиура или Перпиньяна.
В бумагах королевских составителей генеалогий д’Озье и Шерена была найдена запись о том, что в 1640 году Людовик XIII де Бурбон, король Франции лично пожелал, чтобы кадет Французской гвардии Шарль де Батц из Кастельмор носил титул шевалье (рыцаря) по титулу своего деда со стороны матери — Жана (I) де Монтескью, графа д’Артаньян.
Исторически особенность куртуазного титула шевалье (рыцаря), к которому принято было обращаться «мессир» (сокр. Mr.), состояла в том, что его носили дети титулованных дворян, а по отцовской линии таких в роду Батц-Кастельмор не было.
Но именно под титулом «шевалье д’Артаньян» Шарль де Батц из Кастельмора войдёт во французскую и мировую историю.
В 1644 году Шарль де Батц де Кастельмор, шевалье д’Артаньян, продолжая числится в списках Французской гвардии, приобретает место в восстановленной в 1643 году кардиналом Мазарини роте Обычных дворян (фр. Gentilshommes ordinaires), которую кардинал воссоздал после смерти Людовика XIII. Регенты при XIX Дофине Франции, которыми были назначены королева-мать Анна Австрийская и первый министр кардинала Мазарини не доверяют замешанного в заговорах де Тревилю.
Благодаря этому шевалье д’Артаньян попадает ко двору короля Франции, где добивается покровительства Мазарини и в качестве обычного дворянина делает карьеру в качестве курьера кардинала Мазарини в годы после первой Фронды.
В 1651 году шевалье д’Артаньян сопровождал Мазарини в его изгнании из Парижа.
В 1652 году шевалье д’Артаньян благодаря Мазарини приобретает должность лейтенанта в одной из рот Французской гвардии.
В 1656 году шевалье д’Артаньян покупает должность капитана роты Французской гвардии за 80’000 ливров. Это стоимость должности полковника в армии и именно эту сумму требует владелец должности капитана роты. Для того, чтобы набрать нужную сумму шевалье д’Артаньян продает свою должность лейтенанта Французской гвардии и должность капитана вольера Короля для покупки должности капитана другой роты Французской гвардии, а недостающие 4’000 ливров ему одалживает Кольбер. Этой должностью шевалье д’Артаньян будет владеть до 1665 года. Причем он не делегирует полностью дела этой роты на своего лейтенанта, а активно занимается её делами параллельно с другими своими обязанностями.
В 1658 году Людовик XIV восстанавливает Роту мушкетеров гвардии Короля, известную как «серые мушкетеры», где по традиции является владельцем и капитаном роты. Своим первым лейтенантом (капитан-лейтенантом) король назначает своего ровесника с которым он вырос с детства — Филиппа Манчини. Но тот с 1652 года после смерти своего старшего брата — Паоло Манчини владеет Морским полком и отбывает на побережье в его расположение. А своим вторым лейтенантом (суб-лейтенантом) король назначает шевалье д’Артаньяна, который фактически и командует этой ротой гвардии вне Лувра.
Получение данной придворной должности является очень серьёзным продвижением по службе, поскольку эта гвардейская рота ещё со времен Людовика XIII считалась самой престижной во внешней гвардии и служба в ней уступала только службе в одной из рот внутренней гвардии короля.
Являясь фактическим командиром роты мушкетёров гвардии, шевалье д’Артаньян полностью преобразовал её и добился практически того же престижа службы в роте, какой был у рот внутренней стражи. Под его руководством рота стала образцовой воинской частью, в которой стремились приобрести военный опыт многие молодые дворяне не только из Франции, но и из-за рубежа.
Однако д’Артаньян занимался не только вверенной ему ротой, и благодаря предыдущей преданной службе кардинал и Людовик XIV поручали ему много тайных и щекотливых дел, которые требовали полной свободы действий, с которыми он великолепно справляется, и встает вопрос о достойной наград. В 1659 году король женит его на Анн-Шарлотте де Шанплеси, баронессе де Сан-Круа, сеньор Сан-Круа-ан-Бресс и Шамплеси, с прицелом на то, чтобы дети его лейтенанта имели придворный титул.
Шевалье д’Артаньян продолжал верно служить королю и в 1660 году он был послан Людовиком в Англию для поздравления короля Карла II с восшествием на престол.
В 1661 году разразился скандал с Николя Фуке. Фуке был генеральным контролёром (министром) финансов Людовика XIV и стремился занять место Мазарини после смерти того 6 марта 1661 года — в качестве первого министра короля. Толчком к этому аресту стал грандиозный приём, устроенный Фуке в своём замке Во-ле-Виконт в связи с окончанием его постройки (1661). Роскошь этого приёма была такова, что каждый гость получил в подарок лошадь. Возможно, данная наглость сошла бы Фуке с рук, если бы он не разместил на своём гербе (червлёная белка на серебряном поле) девиз: «Куда я только не взберусь?» («Каких высот не достигну?»). Увидев его, Людовик был взбешён.
4 сентября 1661 года, находясь в Нанте, король вызвал шевалье д’Артаньяна к себе и отдал ему письменный приказ с подробнейшей инструкцией об аресте Фуке. На следующий день д’Артаньян, отобрав 40 своих мушкетёров, попытался арестовать Фуке при выходе из королевского совета, но упустил его (Фуке затерялся в толпе просителей и успел сесть в карету). Кинувшись с мушкетёрами в погоню, он нагнал карету на городской площади перед Нантским собором и произвёл арест. Под его личной охраной Фуке был доставлен в тюрьму в Анже, оттуда в Венсенский замок, а оттуда в 1663 году — в Бастилию.
Фуке охранялся мушкетёрами под личным руководством шевалье д’Артаньяна на протяжении 5 лет — вплоть до окончания суда, приговорившего его к пожизненному заключению.
С 8 января 1665 года, в связи с введением в штат роты мушкетёров должности еще одного лейтенанта роты, должность второго лейтенанта досталась д’Артаньяну. В этом же году последний получает титул графа де Кастельмор и графский герб — «щит, разделённый на четыре поля: на первом и четвёртом золотом поле — чёрный орел с распростёртыми крыльями; на втором и третьем поле — на лазоревом фоне серебряный замок с двумя башнями по бокам, с намётом из серебра, все пустые поля красного цвета».

Герб графа де Кастельмор

В этом же году в роту под командованием графа де Кастельмор поступает служить первый истинный д’Артаньян и самый именитый из них. Это Пьер де Монтескью, шевалье д’Артаньян — четвертый сын Анри(I) де Монтескью, графа д’Артаньян, брата матери Шарля. Он известен тем, что в 1709 году станет маршалом Франции и получит титул графа д’Артаньян.
А вот второй истинный д’Артаньян — сын Арно, другого брата матери Шарля, Жозеф де Монтескью, шевалье д’Артаньян, будущий граф д’Артаньян и капитан-лейтенанта этой роты с 1727 года, вопреки семейным описаниям не будет служить под командованием Шарля. В 1667 году Жозеф поступит в кадетскую роту и только в 1668 году станет мушкетером роты, которой поздней будет командовать.
В 1667 году король освобождает ставшего уже к тому времени Филиппом-Жюльен Манчини-Мазарини от должности капитан-лейтенанта роты мушкетеров Военного дома Короля и от должности полковника Морского полка и назначает его полковником Королевского полка.
15 января 1667 года на освободившуюся должность первого лейтенанта роты он назначает верного шевалье д’Артаньяна и тот фактически командует двумя ротами мушкетеров гвардии — «серыми» и «чёрными мушкетерами», второй роты мушкетеров, которую король создал из роты местрэ де камп (рота полковника) полка Королевы в 1663 году.
В этом же году мушкетеры под командованием графа де Кастельмор отличаются при штурме города Лилля, и их капитан-лейтенант будет назначен губернатором этого города.
Но в должности губернатора Лилля графу де Кастельмор не удалось обрести популярности, поэтому он стремился вернуться в армию. Ему это удалось, когда Людовик XIV воевал с Голландской республикой во Франко-голландской войне. В 1672 году Шарль вернулся в армию в должности «маршала Лагерей». До 1655 года она называлась генерал-сержант-майор. Это должность помощника генерал-полковника или генерал-лейтенанта, в зависимости от того кто командовал армией.

### Гибель

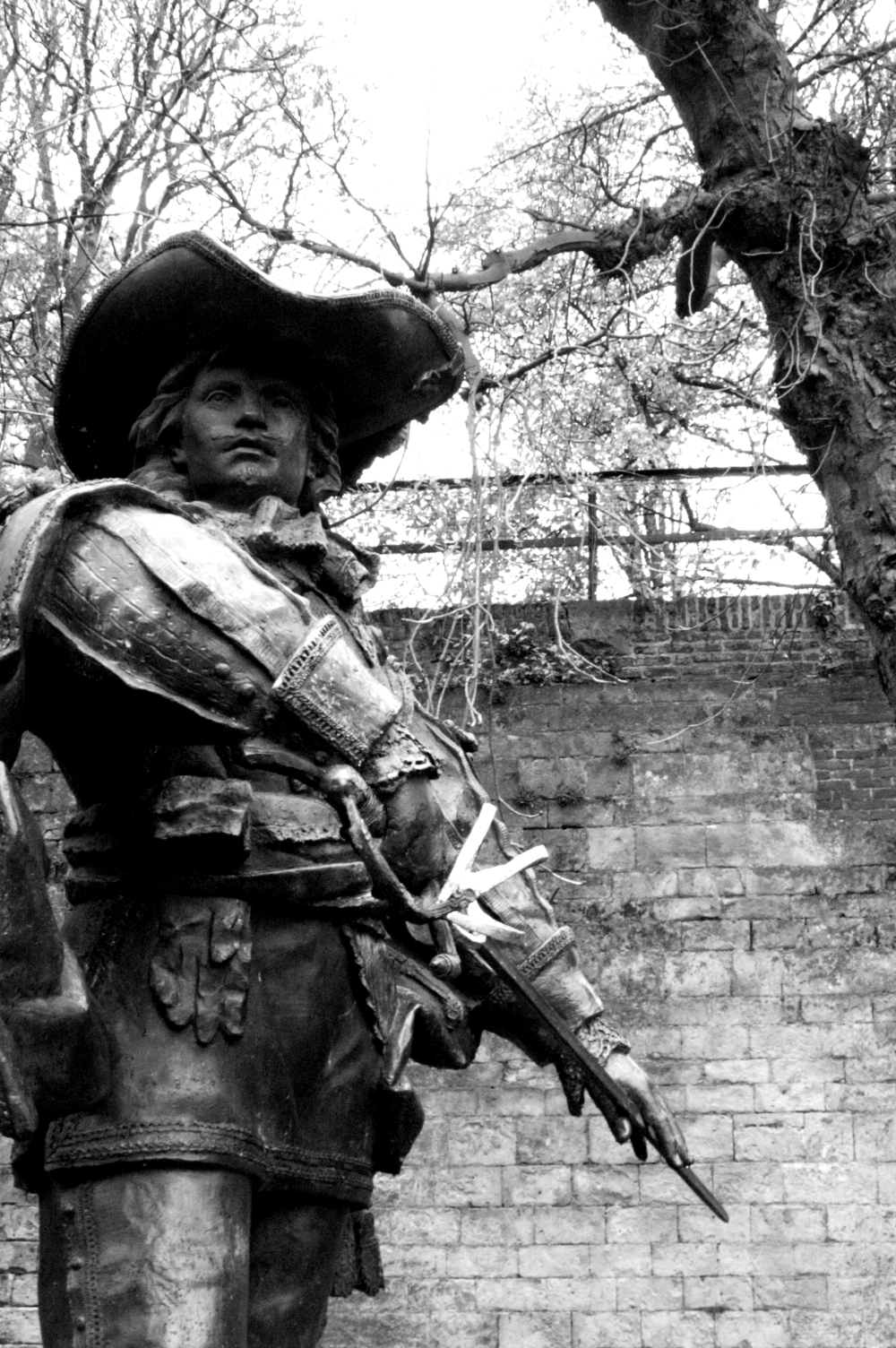
Памятник шевалье д’Артаньяну в Маастрихте

По свидетельству лорда Алингтона, Д’Артаньян был убит пулей в голову при осаде Маастрихта 25 июня 1673 года, в ходе ожесточённого боя за одно из укреплений, в безрассудной атаке по открытой местности, организованной молодым герцогом Монмутом.
Гибель д’Артаньяна была воспринята как большое горе при дворе и в армии, где его бесконечно уважали. По свидетельству Пелиссона, Людовик XIV был очень опечален потерей столь верного слуги и сказал, что тот был «почти единственный человек, который сумел заставить людей любить себя, не делая для них ничего, что обязывало бы их к этому», а по свидетельству д’Алиньи, король написал королеве: «Мадам, я потерял д’Артаньяна, которому в высшей степени доверял и который годился для любой службы». Маршал д’Эстрад, который много лет служил под командованием шевалье д’Артаньяна, позже сказал: «Лучших французов трудно найти».
После этого боя, в присутствии Пьера де Монтескью, графа д’Артаньян и Жозефа де Монтескью, шевалье д’Артаньян — двух кузенов Шарля, тело этого легендарного капитан-лейтенанта гвардейских мушкетёров шевалье д’Артаньяна и графа де Кастельмор было погребено у стен Маастрихта. Долгое время точное место захоронения было неизвестно, однако французский историк Одиль Борда (Odile Bordaz), проанализировав информацию из исторических хроник, заявляет, что мушкетёр похоронен в небольшой церкви Святых Петра и Павла на окраине Маастрихта (сейчас городской район Вольдер).
Несмотря на досужие домыслы, Шарль Ожье де Батс никогда не присваивал себе титул графа д’Артаньян. Этот титул сперва носил его знаменитый кузен Пьер де Монтескью, который передал этот титул другому их кузену — Жозефу де Монтескью, когда сам стал графом де Монтескью, и в дальнейшем титул графов д’Артаньян носили потомки Жозефа. Во всех документах Шарль Ожье де Батс именует себя только как шевалье д’Артаньян и эту фамилию своим потомкам не передает. Также Шарль Ожье де Батс не присваивает себе титул графа — он действительно был пожалован этим титулом, но звучал он как граф де Кастельмор. Скандал с титулом Шарля возник с его внуком Луи-Габриэлем де Бац де Кастельмор, который присвоил себе титул маркиза де Кастельмор, который всеми неправдами доказал право его применения. Дальнейшие потомки знаменитого шевалье д’Артаньяна в 1969 году уже получали право сменить фамилию на Батс, как раз в честь Шарля, этого незаурядного гасконца, который прославил фамилию своей матери и сделал её нарицательной.

## Семья

### Братья и сёстры
Шарль имел трёх братьев, а также трех сестёр. Одна из последних, Клоде (1616), вышла замуж за Бертрана де Сивое, сын которого Сивое де Батц дослужился до лейтенант-генерала и в 1674 году сражался с англичанами на Мартинике. Другая, Жанна (1620), в 1652 году стала женой сеньора Пейро, и имела трёх сыновей, Поля, Жана и Арно. Первый из братьев Поль (1609 грю) служил мушкетёром и умер в мае 1703 года в Наварренсе. Наследовал Кастельмор старшему сыну Шарля, Луи I (1660). в должности губернатора, второй служил в колониях и также получил чин лейтенант-генерала; детей оба не имели. Третий, Арно де Батц, принял духовный сан и в 1641 году был настоятелем прихода в Люпьяке.

### Жена
В марте 1659 года шевалье д’Артаньян женился на Анне Шарлотте Кристине де Шанлеси (1624 — 31 декабря 1683), дочери Шарля Буайе де Шанлеси, барона де Сент-Круа, происхождением из древнего шаролезского рода. На гербе рода была изображена «на золотом фоне лазурная колонна, усеянная серебряными каплями», и имелся девиз «имя и суть мои — добродетель».

### Дети и потомки
- Луи I де Бац де Кастельмор (старший) (1660—1709) — его крёстными отцом и матерью были Людовик XIV и королева Мария-Терезия. Был пажом, потом знаменосцем, а затем лейтенантом в полку французской гвардии. После смерти отца принял титул графа де Кастельмор. После неоднократных ранений оставил военную службу и после смерти старшего брата отца Поля жил в замке Кастельмор где и умер в декабре 1709 года. Женат не был и не оставил потомства[13].
- Луи II де Бац де Кастельмор (младший) (1661—1714) — его крёстными отцом и матерью были Людовик Великий Дофин[источник не указан 1249 дней] и герцогиня Анна де Монпансье. Родился 4 июля 1661 года в Шалон-сюр-Сон. Был младшим лейтенантом гвардии, компаньоном Дофина, полковником кавалерийского полка и кавалером ордена Св. Людовика. После отставки он жил в родовом поместье матери Сент-Круа. С 1707 года женат на Марии-Анне Амэ, дочери реймского виноторговца, в браке родилось двое сыновей: Луи-Габриэль и Луи-Жан-Батист (умер в молодости)[13]. После смерти старшего брата принял титул графа Кастельмор, барон Сент-Круа, сеньор Шанлеси. Отец Луи-Габриэля де Бац де Кастельмор.

- Луи-Габриэль де Бац де Кастельмор, родившийся в 1710 году, был известен как маркиз Кастельмор и барон Сент-Круа, офицер кавалерии, затем офицер жандармерии. 30 октября 1769 года он продал замок Кастельмор. Он умер в Париже 15 августа 1783 года в возрасте 73 лет. 12 июля 1745 года он женился на Констанции Габриэль дю Монсель де Лурье (1720—1764), вдове Иосифа II Боннье де ла Моссон. У него был сын Луи Константен.

- Луи Константен де Бац де Кастельмор, родился в Париже 25 июля 1747 года, офицер кавалерии в Королевском округе Этранж в 1764 году в Страсбурге. Он стал вторым лейтенантом 5 апреля 1764 года, капитаном-капитаном в 1765 году, капитаном-капитаном в 1772 году, помощником-майором 2 марта 1773 года.16 августа 1783 года после смерти своего отца он присутствовал при опечатывании своей квартиры в Париже. Он женился 24 апреля 1793 года на Жанне Моле (родилась в 1755 году). Он жил в Париже, затем эмигрировал во время Французской революции. В 1809 году он два года жил в замке принца де Боффремона в Сей-сюр-Сон. 16 марта 1826 года он заявил нотариусу, что уже двадцать лет живет в замке принца де Боффремона в Сей-сюр-Сон, что он ничем не владеет и живет за счет принца. Он умер в замке Сси-сюр-Сон 14 декабря 1827 года. У него было две дочери: Луиза-Констанция (родилась в 1775 году) и Аглая-Розали-Викторин (родилась в 1776 году).

- Луиза-Констанс де Бац де Кастельмор, родилась 4 мая 1775 года в Париже. У нее был сын Жан-Гийом-Эрнест Бац, родившийся в Безансоне 9 февраля 1809 года (его отец неизвестен). В 1833 году она все еще жила в замке принца де Боффремона в Сси-сюр-Сон, когда дала согласие на брак своего сына Жана-Гийома Баца. Она умерла 14 апреля 1857 года в Реймсе.

- Жан-Гийом-Эрнест Бац, родившийся 9 февраля 1809 года в Безансоне, шелковый фабрикант в Лионе, 9 февраля 1834 года женился в Лионе на Жюли Массон (1806—1839), от которой у него родится сын Франсуа. Он женился 15 апреля 1840 года в Гильотьере на Клэр Биллон (1818—1875). У них было 3 детей : Констанция-Клодин (родилась в 1841 году), Луи-Александр (родился в 1847 году), поженились 29 апреля 1876 года в Лионе Перре и Анна (родилась в 1850 году), поженились 12 апреля 1883 года в Лионе Франсуа Шоле.

- Франсуа Бац, родился 30 ноября 1834 года в Лионе. Женился 8 ноября 1862 года на Катрин-Шарлотте Дамезен в Лионе. У него было две дочери : Клэр де Бац (1863), вышедшая замуж 22 февраля 1883 года за Эжена Феликса Мариуса Гильома и Жанна-Анна де Бац.

- Жанна-Анна де Бац, родилась 10 ноября 1867 года в Лионе, 17 сентября 1895 года вышла замуж в Лионе за Альфреда Кана. В 1969 году их внуку Морису Кану было разрешено сменить фамилию на «Бац» в память о его предке, знаменитом французском мушкетере Шарле де Бац де Кастельморе, известном как д’Артаньян.

- У Мориса де Баца двое сыновей, Оливье и Роллан, и трое внуков: Антонин, Клеман и Гаспар.

- Аглая-Розали-Викторин де Бац де Кастельмор, родилась 4 сентября 1776 года в Париже.

## В культуре

### Кино и телевидение
Много кинематографистов были вдохновлены романами Александра Дюма. Среди актёров, которые играли д’Артаньяна на экране:
- Эме Симон-Жирар — сериал Три мушкетёра / Les Trois Mousquetaires (Франция; 1921) режиссёр Анри Диаман-Берже.
- Жан Йоннель[фр.] — Vingt ans après (Франция; 1922) режиссёр Анри Диаман-Берже.
- Дуглас Фэрбенкс
  - Три мушкетёра / The Three Musketeers (США; 1921) режиссёр Фред Нибло.
  - Железная маска / The Iron Mask (США; 1929) режиссёр Аллан Дуон.
- Уолтер Абель в «Трёх мушкетёрах» (1935)
- Дон Амичи в «Трёх мушкетёрах» (1939)
- Уоррен Уильям — Человек в Железной маске / The Man in the Iron Mask (США; 1939) режиссёр Джеймс Уэйл.
- Джин Келли в «Трёх мушкетёрах» (1948)
- Жорж Маршаль в «Трёх мушкетёрах» (1953)
- Лоренс Пэйн[англ.] в «Трёх мушкетёрах» (телесериал) (1954)
- Жерар Филип в «Тайнах Версаля» («Если бы Версаль поведал о себе») (1954)
- Жан-Поль Бельмондо в «Трёх мушкетёрах» (1959)
- Максимилиан Шелл в «Трёх мушкетёрах» (телефильм) (1960)
- Жерар Барре в «Трёх мушкетёрах» (1961)
- Жан Маре — Железная маска / Le masque de fer (Италия, Франция; 1962) режиссёр Анри Декуэн.
- Жан-Пьер Кассель в «Сирано и д’Артаньян» (1964)
- Морис Борье — Захват власти Людовиком XIV / La prise de pouvoir par Louis XIV (Франция; 1966) режиссёр Роберто Росселлини.
- Джереми Бретт в «Трёх мушкетёрах» (телесериал) (1966)
- Санчо Грасия[англ.] в «Трёх мушкетёрах» (телесериал) (1971)
- Армен Джигарханян в телеспектакле «Двадцать лет спустя» (1971)
- Майкл Йорк в «Три мушкетёра: Подвески королевы» (1973), «Четыре мушкетёра: Месть миледи» (1974), «Возвращение мушкетёров» (1989), и «Мадемуазель Мушкетёр (Женщина-мушкетёр)» (телесериал) (2003)
- Николя Сильбер в телесериале «Влюблённый д’Артаньян» (1977)
- Луи Журдан — Человек в железной маске / The Man in the Iron Mask (Великобритания, США; 1977) режиссёр Майк Ньюэлл.
- Михаил Боярский в «Д’Артаньяне и трёх мушкетёрах» (1978), а также «Мушкетёрах двадцать лет спустя», «Тайне королевы Анны, или Мушкетёрах тридцать лет спустя» и «Возвращении мушкетёров» (1992, 1993 и 2009)
- Корнел Уайлд в «Пятом мушкетёре» (1979)
- Кэм Кларк (озвучивание) в мультфильме «Три мушкетёра» (1992)
- Крис О’Доннелл в «Трёх мушкетёрах» (1993)
- Филипп Нуаре в «Дочери д’Артаньяна» (1994)
- Майкл Дудикофф «Мушкетёры навсегда» (1998)
- Гэбриэл Бирн в «Человеке в железной маске» (1998)
- Джастин Чэмберс, в «Мушкетёре» (2001)
- Хью Дэнси, в «Юных клинках» (2001)
- Лоран Натрелла[фр.], в «Король, Белка и Уж» (2009)
- Логан Лерман, в «Мушкетёрах» (2011)
- Риналь Мухаметов, в «Трёх мушкетёрах» (2013)
- Люк Паскуалино в сериале «Мушкетёры» (2014) (Великобритания)
- Чон Юн Хва[англ.] — 삼총사 시즌1 / The Three Musketeers (Южная Корея, 2014 год, сериал 12 серий)
- Малакай Пуллар-Лачман в фильме «Три мушкетёра» (2023 год, Великобритания)
- Франсуа Сивиль в дилогии «Три мушкетёра» (2023 год, Франция)

### Памятники
- В Оше, департамент Жер, есть памятник д’Артаньяну, которого местные жители почитают за земляка;
- В Маастрихте, где он погиб;
- Памятник работы Гюстава Доре установлен в 17-м округе Парижа на площади генерала Катру. Правда, это монумент не столько д’Артаньяну, сколько Александру Дюма-отцу — писатель восседает в кресле, водружённом на высокий постамент, а его персонаж устроился на выступе у подножия сооружения с обнаженной шпагой в руках[15], и его воинственный вид говорит о том, что он никакому злоумышленнику не позволит подобраться к своему литературному отцу со спины;
- В городе Люпьяке в Гаскони есть памятник д’Артаньяну, установленный в 2015 году[16];
- В Екатеринбурге, в универмаге «Пассаж», установлен памятник д’Артаньяну, представленному в виде экранного героя, которого сыграл Михаил Боярский в сериале «д’Артаньян и три мушкётера». Памятник установили в холле первого этажа универмага. Сам Михаил Боярский прилетел в Екатеринбург 2 апреля 2016 года специально на торжество по случаю открытия скульптуры, лично снял с трёхметрового чугунного памятника покров из алой ткани и сказал: «Похож!». После чего спел песню «Пора-пора-порадуемся», и раздал примерно 600 автографов[17]. На 2-м, 3-м и 4-м этажах «Пассажа» были установлены памятники Атосу, Портосу и Арамису соответственно. Скульптуры похожи на экранных героев, которых сыграли Вениамин Смехов, Валентин Смирнитский (открыл памятник Портосу 12 марта 2016 года) и Игорь Старыгин;
- В городе Кондом в Гаскони в 2010 году был открыт памятник четырём мушкетёрам работы Зураба Церетели. Внешность мушкетёров основана на экранных прототипах Боярского, Смехова, Смирнитского и Старыгина[18];
- В Париже, в самом начале Рю дю Бак[фр.] (на доме номер 1), есть мемориальная доска, указывающая, что в этом доме жил капитан-лейтенант королевских мушкетёров Шарль д’Артаньян.

### В топонимике
- В честь д’Артаньяна в 1855 году участниками американской экспедиции Джона Роджерса была названа гора на чукотском острове Аракамчечен. Впоследствии это название было заменено на чукотское[19].

### В нумизматике
В 2009 году Национальный банк Белоруссии выпустил в обращение серию монет, посвящённую героям романа Дюма, в том числе д’Артаньяну. Монета в честь д’Артаньяна достоинством 20 белорусских рублей изготовлена из серебра 925 пробы, диаметром 38,61 мм. На аверсе монеты изображены идущие фигуры Портоса, д’Артаньяна, Атоса и Арамиса на фоне парижской улицы, на реверсе — поясной портрет д’Артаньяна, справа от него — изображение Констанции Бонасье.

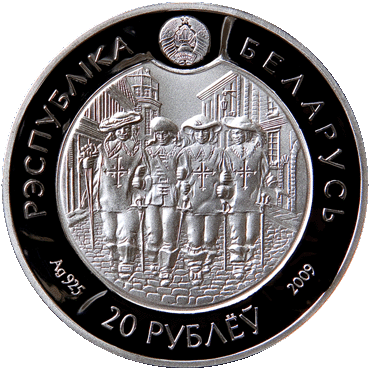
Монета НБР, 2009 год, серебро, аверс
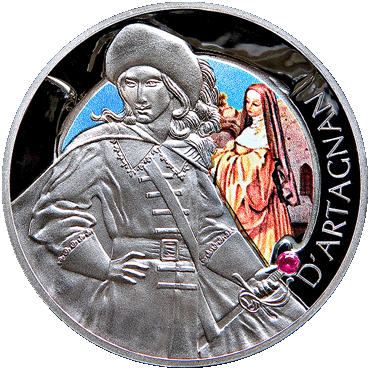
Монета НБР, 2009 год, серебро, реверс